# Восяхово
Вося́хово (рос. Восяхово) — село у складі Шуришкарського району Ямало-Ненецького автономного округу Тюменської області, Росія. Входить до складу Мужівського сільського поселення.
Населення — 382 особи (2010, 409 у 2002).
Національний склад станом на 2002 рік: комі — 45 %, ханти — 40 %.